# نيلز بيترسن (لاعب جمباز)
نيلز بيترسن (بالدنماركية: Niels Petersen)‏ هو لاعب جمباز فني دنماركي، ولد في 12 يوليو 1885 في كوبنهاغن في الدنمارك، وتوفي بنفس المكان في 29 أبريل 1961.

## وصلات خارجية
- نيلز بيترسن على موقع أوليمبيديا (الإنجليزية)